# Василь III Петрович
Василь III Петрович (серб. Vasilije Petrović; 1709 — 10 березня 1766) — митрополит-коад'ютор Цетинський та володар Чорногорії у 1750—1766 роках (спільно з Савою II Петровичем-Негошем).

## Життєпис
Був сином чорногорського воєводи Стефана Петровича. Народився у м. Негуші у 1709 році. Вважається братом (можливо, зведеним) митрополита Данили I Петровича-Негоша. Здобув класичну церковну освіту.
У 1750 році стає співволодарем Сави II, митрополита Цетинського. Був висвячений Афанасієм II, сербським патріархом. Фактично перебрав на себе владу останнього. Намагався не допустити занадто тісного зближення Сави II з Венеціанською республікою, але при цьому намагався здобути визнання європейськими державами незалежності Чорногорії. Втім, його перемовини з Марією-Терезією Габсбург, правителькою Австрійською держави, щодо визнання самостійності Чорногорії виявилися марними. Василь особисто переконував російську імператрицю Єлизавету оголосити себе володаркою «чорногорського князівства», але замість цього вона надавала Василю щедру грошову допомогу.
В 1756 році за наполяганням владики збори чорногорських, що більше не сплачуватимуть данину султану. До Цетинє рушили одразу кілька турецьких каральних загонів. Один з них горяни навіть розбили, проте зрештою були змушені не лише відновити сплату данини, але й пообіцяти утриматися від гайдуцьких наскоків на османські землі. 1761 року уклав з санджак-беєм Хамзою договір, яким дозволявся вільний прохід між Герцеговиною (володінням османської імперії) та Чорногорією.
Надалі дотримувався проросійської політики. Завдяки цьому отримував значну фінансову та військову допомогу Петра III та Катерини II. Проте зрештою був змушений залишити Чорногорію і перебратися до Російської імперії, де помер у 1766 році. Похований в Олександро-Невській лаврі (Санкт-Петербург).

## Творчість
Є автором першої «Історії Чорногорії» (Istorija o Černoj Gori), яку було видано у 1754 році в Москві (Російська імперія). Окрім історичних фактів містить важливі етнологічні, географічні відомості, традиції чорногорців. Василь намагався довести, що саме його країна є останнім рубежем християнського світу на Балканах. А чорногорці не схожі на сусідів, бо «нікому не підкоряються і живуть, як незаймана дівиця, своєю республікою з часів Александра Великого».
Історію Чорногорії Василь розглядав як процес, що постійно розвивається. З огляду на це запевняв читача, що через 100-ліття Чорногорія буде суверенною та сучасною державою.
Іншою працею є панегірик «Хвала Немані» (Похвала Немањи), присвячений Стефану I Немані. У творі викладено давню історію Сербії, якою намагався надати натхнення сучасникам. Також дослідники розглядають епістолярну творчість Василя Петровича яв важливу літературну спадщину.